# HK 4.6×30mm

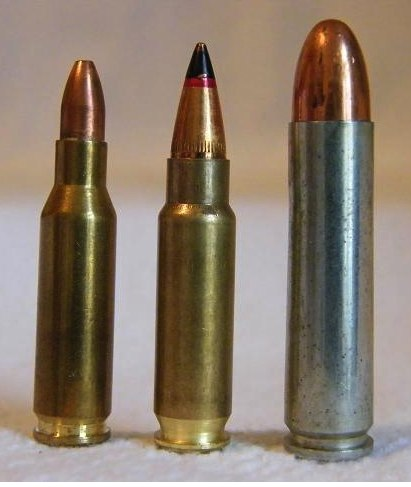

HK 4.6×30mm (C.I.P.가 지정)카트리지는 주로 개인방어화기인 헤클러&코흐 MP7의 탄약으로 사용된다. 무게를 최소화하는 대신 반동을 키워 관통력을 늘렸다. 생김새는 쇠를 황동으로 감싼 탄두와 병목형태의 탄피로 이루어졌다.

## 개발
4.6×30mm 카트리지는 1999년에 도입했다. FN 해르스탈의 5.7×28mm 카트리지의 대항마로 설계했다.

## 개요
표준 탄피와 비교해 4.6×30mm 탄약을 더 많이 소지할 수 있는데 가벼운 무게와 카트리지의 크기가 상대적으로 작기 때문이다. 또한 가벼운 탄두는 조준사격이 많이 쉬운 편으로 탄두의 무게가 반동에 많이 좌우되어서 그렇다. CRISAT테스트에서 작은 직경과 높은 탄속으로 관통력이 기존의 발사체보다 높음을 보여주었다.
4.6×30mm카트리지는 최종 도달시 효율이 낮다고 주장하는데 같이 탄도학에 따른 상처를 설명하는 에너지덤프 특히 마틴 팩클러와 같은 학자가 이론에 반대한다. 인체 조직이 일시적으로 이완하면 간이나 신경조직을 뺀 대부분의 조직이 부작용을 견딘다. 슬로우 모션 비디오에서 4.6mm탄이 부드러운 조직 표면에 물결을 일으킨다. 이는 탄환의 질량 중심이 기하학적인 중심을 넘어 충격이 앞쪽으로 전달되고 부드러운 조직을 파고들어 더 많은 피해를 입히는 "에너지 덤프"이론이다. 하지만 탄두의 형태와 질량으로 옮겨지는 운동에너지는 9x19mm와 같은 다른 권총 카트리지보다 낮다. 
나토가 영국과 프랑스에서 몇가지 테스트를 수행했는데 5.7×28mm탄환이 우수한 카트리지였음을 보여준다. NATO가 시행한 테스트의 결과는 프랑스, 미국, 캐나다, 영국의 전문가들 분석했는데 "5.7×28mm카트리지가 효율적임은 의심의 여지가 없다"라고 결론지었다.
다른 주장으로 나토 그룹이 5.7×28mm탄이 나타내는 우수한 효과(27% 이상)는 보호되지 않는 목표에 해당하고 보호되는 대상에는 동등한 효과를 보인다. 또한 극한의 온도에 노출한 5.7×28mm탄환은 민감도가 낮고 4.6×30mm탄환과 더불어 총열마모 위험이 더 높다. 게다가 5.7×28mm는 5.56×45mm 나토탄을 만들던 기존에 생산 라인에서 나와 설계 및 제조 공정이 비슷하다고도 한다. 나토의 그룹이 지적한 다른 점은 5.7×28mm탄을 사용한 화기는 기존에 제작된 4.6×30mm탄을 사용한 화기 및 5.7×28mm FN 파이브-세븐을 사용한 권총보다 더 성숙하다고 했고 4.6×30mm탄을 사용한 헤클러&코흐 UCP 권총은 단지 초기 개념에 불과했다. 그러나 독일 대표단과 다른 집단은 5.7×28mm탄을 표준화해야 한다는 NATO의 추천을 거부했는데 그 결과로 표준화 공정이 무기한 중단되었다.

## 카트리지 크기
4.6×30mm탄피 용량은 0.87ml (13.4gr H2O)이다.
4.6×30mm C.I.P. 카트리지 최대 크기이고 모두 밀리미터(mm)로 표기했다.
미국은 탄피의 알파/2≈ 어깨 각도에서 22도라고 정의했다. 이 카트리지의 일반적인 강선 비틀림은 160 mm(6.3인치당 1회전)이고 6개의 홈이 파여 바닥 지름 =4.52 mm, 주둥이 지름= 4.65 mm, 테두리 너비=1.21 mm이고 소총 뇌관 타입이다.
C.I.P.(화기표준안전실험기관)이 규제한 국가에서 테두리가 없는 모든 카트리지 콤보는 판매용임을 입증하려면 최대 C.I.P. 압력 125%을 증명을 요구했다. 즉 현재(2018) 테스트에서 4.6×30mm탄을 장전하는 총기는 C.I.P. 규제 국가에서 500.00 MPa (72,519 psi) PE piezo 압력을 증명했다.
벨기에는 5.7×28mm카트리지를 1993년에 도입했는데 아마도 현재 4.6×30mm카트리지와 가장 가까울 것이다.
4.6×30mm 탄약은 RUAG 아모텍, 피오치, BAE 시스템이 생산하며 RUAG가 가장 광범위한 제품군을 소유한다.

## 변형

### 전투 종결자 2g DM11 관통탄
독일군이 사용하는 4.6×30mm 카트리지(DM11 관통이)는 무게 6.5g이고 2g은 구리 도금된 강철 탄환으로 발사체 속도는720 m/s (2,362 ft/s)이다. DM11 관통탄 카트리지는 MP7을 위해 설계했다. 이 탄환은 300미터도 더 먼 NATO CRISAT 표적을 관통한다. 이 탄약은 부드러운 표적과 만나면 에너지 전달을 하여 관통력이 매우 좋아진다. 초속 V0 V100는 G1 탄도 계수가 약 0.141에서 0.150(탄도계수는 다소 논쟁의 여지가 있다)을 나타내고 DM11 발사체는 역학적으로 일반적인 권총 발사체와 비교해 더 효율적이지만 일반 소총탄에 비해 효율성이 낮다. 해수면 기준으로 (공기밀도 ρ = 1.225 kg/m3) 국제 표준 대기에서 DM11 발사체의 효과적인 범위라고 알려진 200m를 약 마하1.25(425 m/s)의 속도로 비행한다.

### 작전용 집행자 2g중공탄
작업 4.6×30mm 법률 집행 기관 카트리지의 무게는 6.5g로 2g 구리아연합금(황동)의 단단한 탄두는 속이 비어 700 m/s(2,300 ft/s)의 속도로 비행한다. 이 카트리지는 MP7용으로 설계되었다. 이 탄약은 부드러운 표적에 닿을 시 에너지 전달에 알맞게 설계하여 자동차 문 또는 유리섬유 방탄복 등과 같이 단단한 합성물 표적을 충분히 뚫는 관통력을 나타내야 한다. 총구 속도 V0 V50는 G1 탄도 계수 약 0.112에서 0.119을 나타낸다. 해수면 기준으로 (공기밀도 ρ = 1.225 kg/m3) 국제 표준 대기에서 효과적인 범위라고 알려진 200m를 2g의 탄두는 약 마하1.67(586 m/s 또는 1923 f/s)로 비행한다.
작전용 집행자 카트리지 기술 데이터:
- 온도 범위: -30 °C to+52 °C
- 0m에서 속도/에너지: 700 m/s/480 줄
- 50m에서 속도/에너지: 568 m/s/322 줄
- 탄도 계수 C1: 0.112-0.119(ICAO)/(Army Metro)
- 평균 챔버 압력: max. 400MPa
- 25m에서 젤라틴 20% 함유 표적 관통 : < 30 cm
- 50m 표적 정확도: 지름 5  cm
- 효과적인 사용 범위: 200 m (656 ft)

### 2.7g 철갑탄 4.6×30mm
4.6×30mm철갑탄은 무게가 7g로 2.7g는 안티모니화납–합금을 구리 도금 철로 둘러쌓은 발사체로 600 m/s(2,000 ft/s)속도를 달성한다. 이 카트리지는 MP7용으로 설계되었다. 이 탄약은 부드러운 표적에 닿을 시 에너지 전달에 알맞게 설계되어 좋은 정밀도를 제공한다. 총구 속도 V0 V50는 G1 탄도 계수 약 0.171에서 0.187이다. 해수면 기준으로 (공기밀도 ρ = 1.225 kg/m3) 국제 표준 대기에서 효과적인 범위라고 알려진 200m를 2.7g의 탄두는 약 마하1.36(463 m/s)로 비행한다.
철갑탄 기술 데이터:
- 온도 범위: -54 °C 및+52 °C
- 0m에서 속도/에너지: 600 m/s/544 줄
- 100m에서 속도/에너지: 463 m/s/320 줄
- 탄도 계수 C1: 0.171-0.187(ICAO)/(Army Metro)
- 을 의미 챔버 압력: max. 400MPa
- 25m에서 젤라틴 20% 함유 표적 관통: < 35 cm
- 100m 표적 정확도: 지름 8 cm
- 효과적인 범위: ~300300 m (984 ft) (HK는 철갑탄이 더 무거운 탄두를 지녀 "전투용 강철탄두"보다 더 많은 에너지를 유지한다고 주장한다.)

### 다른 탄환
VBR이 생산한 두개의 파편을 만드는 4.6×30mm카트리지는 영구적인 치명상을 늘리고 신체 중요 장기를 타격할 확률이 두배라고 주장한다.
헤클러&코흐는 피오치가 제작한 탄약 끝이 검은 CPS 가 525J에 달하는 총구에너지를 가져 9×19mm 라운드와 견준다고 주장한다.

## 그 외
- 4 mm caliber
- 4.38×30mm Libra
- 4.5×26mm MKR
- 5.7×28mm
- 5.8×21mm DAP92
- 7.92×24mm
- List of cartridges by caliber
- List of rifle cartridges
- Table of handgun and rifle cartridges

### 총기
- Heckler & Koch MP7
- Heckler & Koch UCP
- ST Kinetics CPW
- TVGK
- VBR-CQBW